# أنا، تينا
أنا تينا: قصة حياتي هي سيرة ذاتية كتبتها تينا تورنر عام 1986، شارك في كتابتها مراسل أخبار إم تي في والناقد الموسيقي كيرت لودر.  نُشرت بواسطة ويليام مورو وشركاه وأعيد إصدارها بواسطة دي سترييت بوكس في  2010.

## المحتوى
يعرض الكتاب تفاصيل قصة حياة تينا تورنر منذ طفولتها في نوتبوش بولاية تينيسي وحتى صعودها الأولي إلى الشهرة في سانت لويس تحت قيادة موسيقي البلوز آيك تورنر والذي أصبح زواجًا مسيئًا، مما أدى إلى ظهورها من جديد في الثمانينيات.

### الشخصيات
يحتوي الكتاب على مقاطع من العديد من عائلة تيرنر وأصدقائها ورفاقها، بما في ذلك:
- جو بيهاري
- بوني برامليت
- ألين بولوك
- زيلما بولوك (والدة تينا)
- روجر ديفيز
- حقول فينيتا
- روندا جرام (مديرة طريق آيك وتينا)
- بوب جروين
- ريموند هيل
- بوب كراسنو
- كلايتون الحب
- روبي مونتغمري
- جوجي موراي
- هاري تايلور (حب تينا الأول)
- كريج تورنر (ابن تينا مع ريموند هيل)
- آيك تورنر
- آيك تورنر جونيور (ابن تينا بالتبني)
- روني تورنر (ابن تينا مع آيك تورنر)
- جين واشنطن ( عازف طبول ملوك الإيقاع/صديق ألين أخت تينا)

## الاستقبال
أصبح الكتاب من أكثر الكتب مبيعًا في جميع أنحاء العالم عندما نُشر وأدى إلى تصوير الفيلم ما علاقة الحب به عام 1993، بطولة أنجيلا باسيت في دور تيرنر؛   لأدائها المشهود كمغنية، رُشحت باسيت لجائزة الأوسكار لأفضل ممثلة.
في عام 1999، أصدر آيك تورنر سيرته الذاتية، بعنوان "تاكين 'باك اسمي" ، والذي يُمثل جزئيًا دحضًا للصورة المقدمة عنه في كتاب تينا والفيلم. 